# Muslimska kalendern

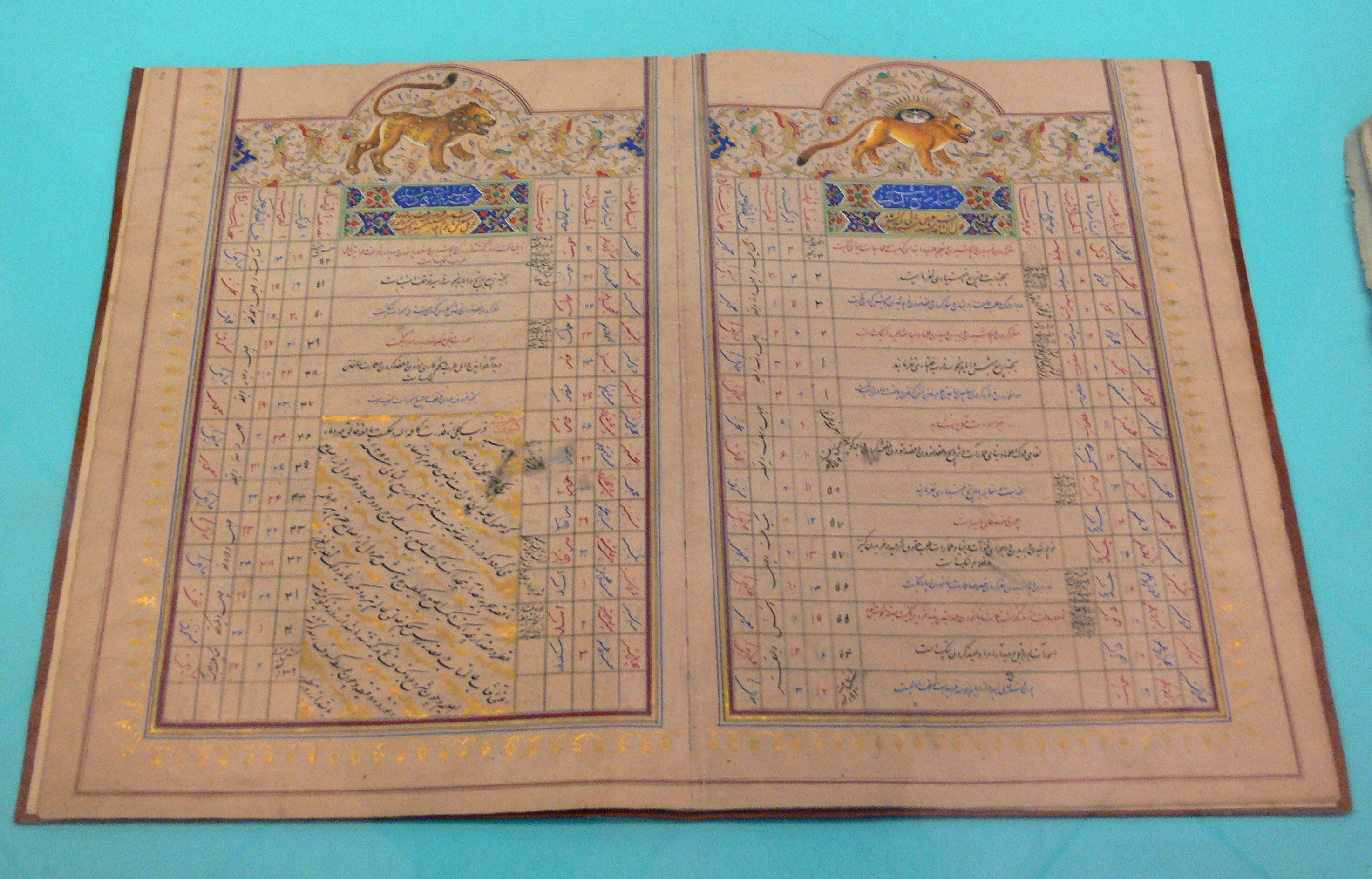
Muslimsk kalender från Iran 1280 AH (1863), Linden-Museum, Stuttgart.

Muslimska kalendern eller islamiska kalendern är en månkalender. Tideräkningen börjar 16 juli 622 då profeten Muhammed emigrerade från Mekka till Medina. Det arabiska ordet för denna emigration är hijra och den muslimska kalendern kallas därför även hijrakalendern. När ett datum anges efter hijrakalendern brukar man skriva ett H vid årtalet, men även AH (latin anno hegirae), det vill säga år efter hijra.
Idag är det den 20 Dhu al-Hijjah 1446 i den islamiska kalendern. Datumet kan skilja en dag beroende på region och ifall det finns olika åsikter om nymånen har skådats en viss dag eller inte.

## Beskrivning
Ett år i den muslimska kalendern omfattar i enlighet med Koranen (9:36) tolv månader. Varje månad motsvarar månens synodiska omloppstid, vilket innebär att de är 29 eller 30 dagar, och att ett år är 354 dagar. Eftersom året är kortare än jordens omloppstid kring solen förskjuts månaderna gradvis i förhållande till årstiderna. Ursprungligen var skillnaden mellan den muslimska och västerländska kalendern 622 år, men det har nu minskat till omkring 579 eftersom ett muslimskt år är kortare.
Anledningen till att muslimerna använder en månkalender är att flera av islams religiösa plikter är knutna till vissa månader och att månens nytändning enligt Koranen visar tidpunkten då dessa skyldigheter skall börja fullgöras. Fastan skall exempelvis genomföras under månaden ramadan från tidpunkten då nymånen första gången visar sig fram till nästa nytändning. Detta innebär att månadernas längd då måste motsvara månens synodiska omloppstid. Ett tillförande av en extra månad för att anpassa räkningen till ett solår fördöms som hedniskt av Koranen (9:37).

## Speciella dagar under året
Nyårsdagen infaller den första dagen i månaden muharram. 
Eftersom fredagen för muslimerna är dagen för kollektiv dyrkan och den obligatoriska samlingsbönen kan den liknas vid sabbaten i judendomen och söndagen i kristendomen. Dock påpekar Gud själv i Koranen (50:38) att han inte tröttnade efter skapelsens sex dagar och fordrar ingen vila från sitt "arbete". Därför kan muslimerna sköta sina vanliga affärer före och efter fredagsbönen som under en vanlig arbetsdag enligt Koranen (62:9-10).

## Kalenderns månader
Enligt Koranen (9:36) är fyra månader heliga och enligt islams traditioner är dessa muharram, rajab, dhu-al-qa'dah och dhu-al-hijjah.
| Nummer | Månad                                                                                    | Viktiga årliga händelser inom islam |
| ------ | ---------------------------------------------------------------------------------------- | --- |
| 1      | Muharram (محرم)                                                                          | Den 10 muharram, Ashuradagen, är den mest heliga dagen och frivillig fastedag. Muharram är en av de fyra heliga månaderna.                                                                                    |
| 2      | Safar (صفر)                                                                              | - |
| 3      | Rabi' al-awwal (ربيع الأول) eller Rabīʿ al-ʾŪlā (رَبِيع ٱلْأُولَىٰ)                            | Muhammeds födelsedag firas av sunniter den 12 rabi' al-awwal och den 17 rabi' al-awwal av shiiter |
| 4      | Rabi' al-akhir (ربيع الآخر أو ربيع الثاني) eller Rabīʿ ath-Thānī (رَبِيع ٱلثَّانِي)           | - |
| 5      | Jumada al-awwal (جمادى الأول) eller Jumadā al-ʾŪlā (جُمَادَىٰ ٱلْأُولَىٰ)                        | - |
| 6      | Jumada al-akhira (جمادى الآخر أو جمادى الثاني) eller Jumādā ath-Thāniyah (جُمَادَىٰ ٱلثَّانِيَة) | - |
| 7      | Rajab (رجب)                                                                              | Natten mot den 27 rajab firas Muhammeds himmelsfärd. Rajab är en av de fyra heliga månaderna |
| 8      | Sha'ban (شعبان)                                                                          | Natten mot den 15 sha'ban firas förlåtelsens natt |
| 9      | Ramadan (رمضان)                                                                          | Ramadan är fastemånaden, en av islams fem pelare. Laylat al-Qadr äger rum. |
| 10     | Shawwal (شوّال)                                                                           | Den 1–3 shawwal firas id al-fitr som avslutningsfest för ramadan. |
| 11     | Dhu al-qa'da (ذو القعدة)                                                                 | En av de fyra heliga månaderna |
| 12     | Dhu al-hijja (ذو الحجة)                                                                  | Dhu-al-hijjah är månaden för hajj, en av islams fem pelare. Dhu al-hijja är en av de fyra heliga månaderna. Eid al-adha börjar på den 10:e dagen och slutar vid solnedgången den 12:e dagen av Dhu al-Hijjah. |

## Årtal
I många muslimska länder används även den gregorianska kalendern parallellt med den muslimska kalendern för att få tideräkningen i överensstämmelse med den övriga världens. 
Med följande formler kan man räkna om årtal från den gregorianska kalendern till hijrakalenderns årtal och tvärtom:
{\displaystyle G\approx H\cdot {\frac {32}{33}}+622}
{\displaystyle H\approx {\frac {33}{32}}\cdot (G-622)}
G (årtal enlig den gregorianska kalendern) , H (årtal enligt hijrakalendern) 
För att slippa de tidsödande räkneoperationerna använder man sedan gammalt tabeller där alla data finns noggrant uträknade. Numera finns digitala omvandlingsprogram.